# Pic Lars-Christensen
Pour les articles homonymes, voir Christensen.
Le pic Lars-Christensen, en norvégien Lars Christensen-toppen, est le point culminant du volcan bouclier formant l'île Pierre Ier, une île de l'Antarctique située en mer de Bellingshausen.

## Toponymie
Il a été nommé en l'honneur de l'armateur norvégien Lars Christensen (1884-1965) en janvier 1927, comme la côte de Lars-Christensen, aussi en Antarctique.

## Géographie
La montagne se présente sous la forme d'un dôme de glace couronné par un cratère de cent mètres de diamètre et s'élevant dans le nord-est de l'île. Selon les références, il culmine à 1 640,, environ 1 695 ou 1 755 mètres d'altitude. L'épaisse couche de glace recouvrant l'île et les difficultés rencontrées à plusieurs reprises pour y accéder n'ont pour l'instant pas permis de recueillir des données topographiques suffisamment précises concernant ce sommet. Le volcan se serait formé il y a entre 0,35 à 0,1 million d'années mais la dernière activité volcanique remonterait à l'Holocène, voire à quelques centaines d'années.

## Histoire
L'ascension du sommet, jamais réalisée, est tentée par l'expédition française No Man's Land Project les 4 et 5 mars 2010 mais sans succès après dix heures d'ascension au milieu des crevasses des glaciers et dans de mauvaises conditions météorologiques.